# 티아 텍사다
티아 테이하다(Tia Texada, 1971년 12월 14일 ~ )는 미국의 배우이다.

## 출연 작품
- 어메이징 스파이더맨 (2012)
- 스파르탄 (2004)
- 크레이지 애즈 헬 (2002)
- 폰 부스 (2002)
- 13 컨버세이션 (2001)
- 글리터 (2001)
- 베이트 (2000)
- 너스 베티 (2000)
- 13층 (1999)
- 샤도우 다우트 (1998)
- 폴리 (1998)
- 황혼에서 새벽까지 (1996)